# 河村シゲル
河村シゲル（かわむら シゲル、1943年 - ）は、日本の放送作家・演出家・プロデューサー・小説家。
日本脚本家連盟理事、教育部長。2013年日本脚本家連盟スクール放送作家クラスを設立。株式会社RightPockets代表取締役会長。2016年3月YouTube【公式】名作朗読チャンネルBun-Geiを制作。2017年7月株式会社ジェーシー・コムサ顧問就任。2018年2月株式会社OTOZURE顧問就任。

## 来歴・人物
横浜市中区松蔭町（当時名称）で生を受け、6男1女の末子として生まれる。伊勢佐木町に親の営む豆問屋屋号「いさご豆」が在り、当時横浜の繁華街伊勢佐木町で幼少期を過ごす。
その後横浜市立東小学校に入学するが、小学校低学年に藤沢市鵠沼海岸へ家族と移り住む。幼いころは肋膜炎で外遊びさえ出来なかった。長兄とは20歳以上離れて生まれた為、両親は末っ子のシゲルの身体を心配し空気の良い海沿いの別荘地 鵠沼海岸松が丘に転居を決めたもので、藤沢市立鵠洋小学校に転入する。鵠沼中学に入る頃には健康になるが身体を案ずる親に内緒で野球部に入部。
高校は鎌倉学園高等学校に入学。鎌倉学園ではボクシング部に所属し硬派を目指す。まだ日本にサーフィンが存在しなかった時代から、鵠沼海岸の自宅前の海に仲間達と板切れで波乗りをしていた。進駐軍の米兵が鵠沼海岸に車で来てはサーフボードを抱えて海に入る姿を見て初めてサーフィンという名を知る。
上智大学文学部ドイツ文学科入学。

## 放送作家・プロデューサーとして関わった作品
- スター誕生（日本テレビ）
- ゲバゲバ90分（日本テレビ）
- 11PM（日本テレビ・読売テレビ）
- ぎんざNOW（TBSテレビ）
- 日本レコード大賞（TBSテレビ）
- オールナイトニッポン（ニッポン放送）
- お笑いオンステージ（NHK総合テレビ）
- MUSIC FAIR（フジテレビ）
- 独占!男の時間（東京12チャンネル）
- クイズ・ヒントでピント（テレビ朝日）
- ニュースステーション（テレビ朝日）
- スーパーモーニング（テレビ朝日）
- 鳥人間コンテスト選手権大会（讀賣テレビ放送）
- ハナ肇とクレージーキャッツのおとなの漫画（フジテレビ）
- 新春かくし芸大会（フジテレビ）
- びっくり日本新記録（よみうりテレビ）
- 音楽の旅はるか（毎日放送）
- ミュージック・ホームドラマとなりの真理ちゃん（TBSテレビ）
- ヤング・インパルス（テレビ神奈川）
- セキスイハウス ファミリーアワーゆかいな音楽会（TBSテレビ）

## 主な著書
- ものしり予備校（青年書館）
- 博学ものしり辞典（ルック社）
- 勝手にしやがれ 阿久悠やせ我慢の美学（ベストセラーズ）
- 三浦和義 敗れざる者たち-うしろ指さされ組の記録（ぶんか社）
- あさき夢みし（大洋図書）
- BOSS ぶっちゃけ オールド シークレット ストーリー（Amazon Kindleダイレクト・パブリッシング）
- Le Sufe 波乗り（Amazon Kindleダイレクト・パブリッシング）
- 空を釣る（Amazon Kindleダイレクト・パブリッシング）
- 胎内ラグーン（Amazon Kindleダイレクト・パブリッシング）